# Hale, Wisconsin
Hale là một thị trấn thuộc quận Trempealeau, tiểu bang Wisconsin, Hoa Kỳ. Năm 2010, dân số của thị trấn này là 1.006 người.